# Parc dels Monstres
El Parc dels Monstres (Parco dei Mostri), també anomenat Sacro Bosco o Villa delle Meraviglie és un conjunt monumental a Bomarzo, a la província de Viterbo, Itàlia. És un parc natural adornat amb nombroses escultures basàltiques del segle XVI i que representen animals mitològics, déus i monstres.

## Història
L'arquitecte i antiquari Pirro Ligorio per encàrrec del príncep Pier Francesco Orsini (conegut com Vicino Orsini) va dissenyar i supervisar la construcció del parc l'any 1547, elevant el gènere del grotesc a un sistema en les figures mitològiques allí representades. Alguns estudiosos van atribuir erròniament la "direcció" a Miquel Àngel Buonarroti (E. Guidoni), mentre que d'altres, en particular per al Temple, van citar el nom de Jacopo Barozzi da Vignola. La realització de les escultures va ser probablement confiada a Simone Moschino. Orsini va anomenar el parc simplement "bosquet" i el va dedicar a la seva dona, Giulia Farnese (que no s'ha de confondre amb la concubina homònima del papa Alexandre VI).
Arquitectures impossibles, com la casa inclinada, o algunes estàtues enigmàtiques representarien, segons alguns, les etapes d'un itinerari d'origen alquímic.
Historiadors i filòlegs han fet diversos intents per explicar el laberint de símbols, i han trobat temes i motius antics de la literatura renaixentista, com ara el Cançoner de Francesco Petrarca, l'Orland furiós de Ludovico Ariosto i els poemes Amadigi i Floridante de Bernardo Tasso (en aquest últim, per exemple, apareix un drac d'acer amb una habitació a dins, i de la boca del qual van sortir amazones a cavall). No obstant això, queden tants misteris que, al final, potser ni tan sols s'ha pogut trobar un esquema interpretatiu homogeni; sobre un pilar hi ha una possible inscripció clau: "Sol per ventilar el nucli".
John Shearman, que esmenta el parc diverses vegades en el seu Manierisme, parla de "ficcions increïbles, agradables i sobretot manifestes, productes de la fugida artística i literària". L'any 1585, després de la mort de l'últim príncep Orsini, el parc va ser abandonat i a la segona meitat del segle xx va ser restaurat pel matrimoni Giancarlo i Tina Severi Bettini, que estan enterrats al petit temple interior del parc, que és potser també el sepulcre de Giulia Farnese.
L'any 1948 el parc va ser visitat per Salvador Dalí que per a l'ocasió es va fer emmarcar en posicions originals entre els principals monuments i va definir el lloc com un invent històric únic.